# Jarnioux
Jarnioux foi uma comuna francesa na região administrativa de Auvérnia-Ródano-Alpes, no departamento de Ródano. Estendia-se por uma área de 4,2 km². Em 2010 a comuna tinha 591 habitantes (densidade: 140,7 hab./km²).
Em 1 de janeiro de 2019, passou a formar parte da comuna de Porte des Pierres Dorées.